# 大山観光電鉄大山鋼索線
大山鋼索線（おおやまこうさくせん）は、神奈川県伊勢原市の大山ケーブル駅から阿夫利神社駅に至る大山観光電鉄のケーブルカーである。大山ケーブルカーと呼ばれている。

## 概要
丹沢山地の南東にある大山を登るケーブルカーで、山上にある大山阿夫利神社（おおやまあふりじんじゃ）への参詣のほか、大山・ヤビツ峠方面へのハイキングなどに利用されている。
小田急電鉄が発売する「丹沢・大山フリーパス」は、Aキップに限り当路線が利用対象に含まれる（Bキップは対象外だが、片道利用時のみ割引運賃が適用される）。また、乗車券購入時にはPASMOなど交通系ICカード全国相互利用サービス対応ICカード9種類が利用できる（物販扱いのためPiTaPaは利用不可）。

### 路線データ
- 路線距離（営業キロ）：0.8 km[3][1][4][5]
- 軌間：1067 mm[1][4][5]
- 駅数：3駅（起終点駅含む）
- 高低差：278 m[6]

## 歴史
江戸時代から庶民の信仰を集めた「大山講」で賑わいを見せた大山阿夫利神社への参詣の便を図るために建設され、1931年に大山鋼索鉄道として開業。当初は下社から大山山頂（阿夫利神社本社）までの延伸も計画されていたが、1937年に免許取消となった。
1944年に不要不急線として廃止・撤去されたものの、戦後1965年になってこれを大山観光電鉄の運営で復活した。戦時中に不要不急線として休止ないし廃止されたケーブルカーの中ではもっとも遅く復活開業した路線である。
- 1927年（昭和2年）9月22日 大山鋼索鉄道発起人に対し大山町地内1マイル (1.6 km) の鉄道免許状下付[7]。
- 1928年（昭和3年）9月 大山鋼索鉄道設立。所在地は東京市麹町区丸ノ内[10]。
- 1931年（昭和6年）8月1日 大山鋼索鉄道 追分 - 不動尊 - 下社間 0.7 km が開業[11]。
- 1937年（昭和12年）9月14日 大山町地内下社 - 山頂間 指定期限までに工事竣工せざるため免許取消[8]。
- 1944年（昭和19年）2月5日[5][12] 不要不急線として追分 - 下社間を廃止[1]。
- 1950年（昭和25年）7月21日[4][1] 大山観光設立[13][1]。
- 1951年（昭和26年）2月19日[4] 大山観光に対し追分 - 下社間の地方鉄道敷設免許[9]。
- 1953年（昭和28年）8月 大山観光電鉄に社名変更[1]。
- 1965年（昭和40年）7月11日 大山観光電鉄 追分 - 下社間 0.8 km が開業[4][5][13]。
- 1977年（昭和52年）3月13日 ケーブルカーが急停車したため、乗客や車掌ら12人が負傷。[14]
- 2008年（平成20年）10月1日 追分駅を大山ケーブル駅、不動前駅を大山寺駅、下社駅を阿夫利神社駅に改称[15]。
- 2012年（平成24年）
  - 1月18日 - 車両故障が発生し、初電から全線運休となる[16]。
  - 2月2日 - 全線で運行を再開[16]。
- 2015年（平成27年）
  - 5月17日 この日の営業をもって、戦後の再開業以来使用されてきた客車「たんざわ」号・「おおやま」号が運行終了[3][17]。
  - 5月18日 同年9月30日までの予定で、車両・レール・枕木・電気設備等の大規模更新工事を実施するため長期運休[18]。
  - 10月1日 新型車両の運行開始[19][20]。

## 運行形態
9時台 - 16時台（土休日は17時台）にかけて20分間隔で運行。多客期は増発や営業時間の延長が行われる。大山ケーブル - 阿夫利神社間の所要時間は6分。

## 車両

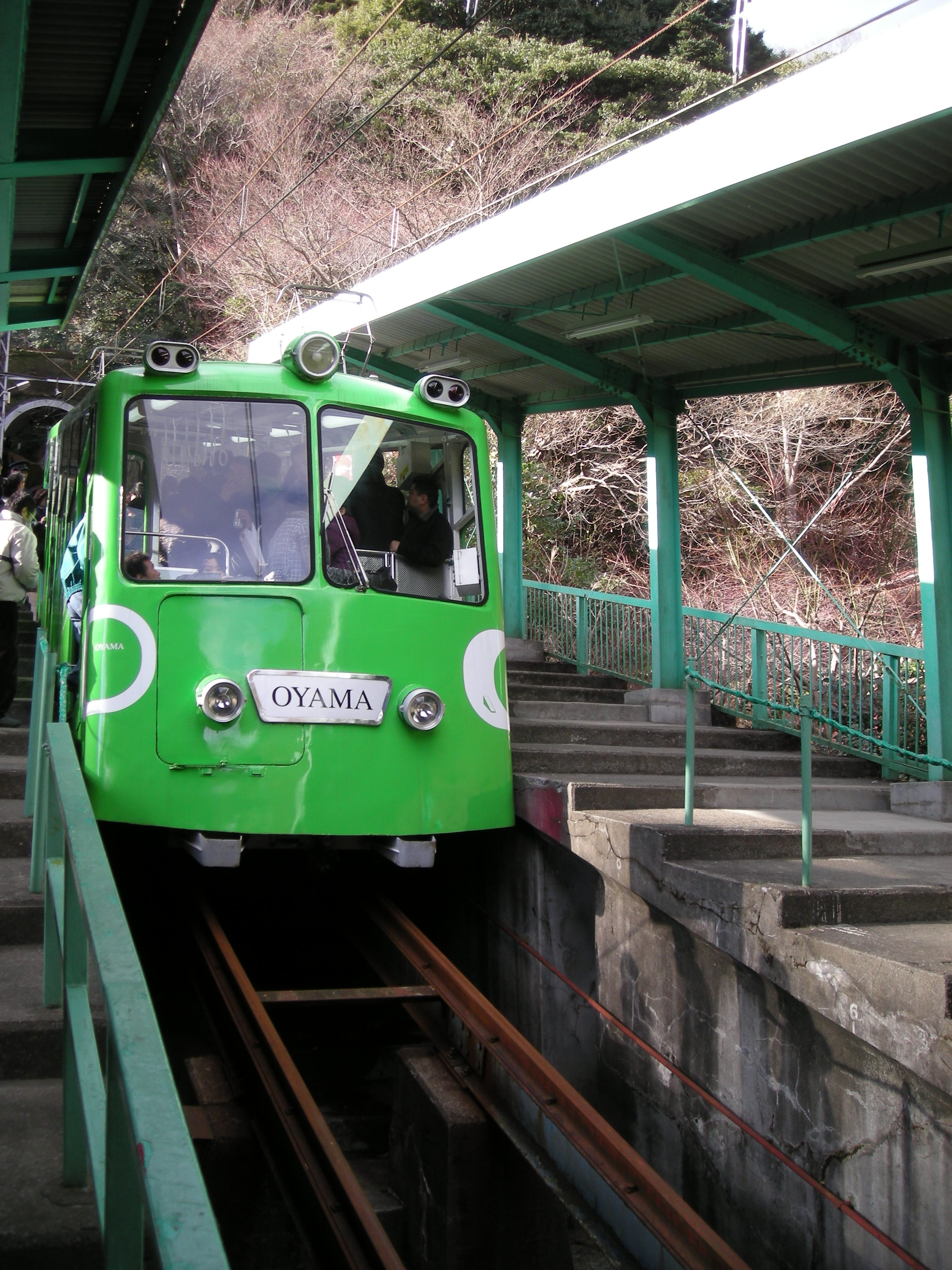
2015年まで運行していた大山ケーブルカー「おおやま」号（2008年7月）

2015年（平成27年）まで約50年間使用された車両は「たんざわ」号、「おおやま」号の2両であった。2005年（平成17年）10月に最終の車両塗装デザイン変更と改装を行った。老朽化に伴う設備交換で2015年5月17日をもって運行を終了した。「たんざわ」号の車体は千葉県いすみ市の「ポッポの丘」で保存展示されている。
2015年10月1日に新造車両が運行を開始した。デザインは小田急ロマンスカーVSE・MSEや、箱根登山鉄道（現：小田急箱根）のアレグラ号のデザインを手がけた岡部憲明アーキテクチャーネットワークが担当。製造は小田急エンジニアリング、川崎重工業、大阪車輌工業が担当した。車体色はブリリアント・グリーンを基本とし、1号車はゴールド、2号車はシルバーの固有色が前面と側面に配されている。「大山の特色ある眺望・景観を取り込んだ展望車両」というコンセプトで、山下側に展望席が設けられ、前面から屋根まで連なる大型曲面ガラスが採用されている。また車内照明や放送装置の電源用にリチウムイオン電池を搭載。剛体架線でリチウムイオン電池を充電する駅構内以外は、眺望を阻害していた架線を撤去した。

## 駅一覧
- 全駅神奈川県伊勢原市に所在
- 線路…◇：列車交換可能、｜：列車交換不可

| 駅名                                   | 駅間 営業キロ | 営業キロ | 線路 | 位置 |
| -------------------------------------- | ------------- | -------- | ---- | ---- |
| 大山ケーブル駅（おおやまケーブルえき） | -             | 0.0      | ｜   | MAP  |
| 大山寺駅（おおやまでらえき）           | 0.4           | 0.4      | ◇    | MAP  |
| 阿夫利神社駅（あふりじんじゃえき）     | 0.4           | 0.8      | ｜   | MAP  |

- 大山寺駅は無人駅、その他の2駅は有人駅である。

### 大山ケーブル駅
頭端式ホーム2面1線の地上駅。標高400 m。2008年9月30日まで追分駅（おいわけえき）と称していた。

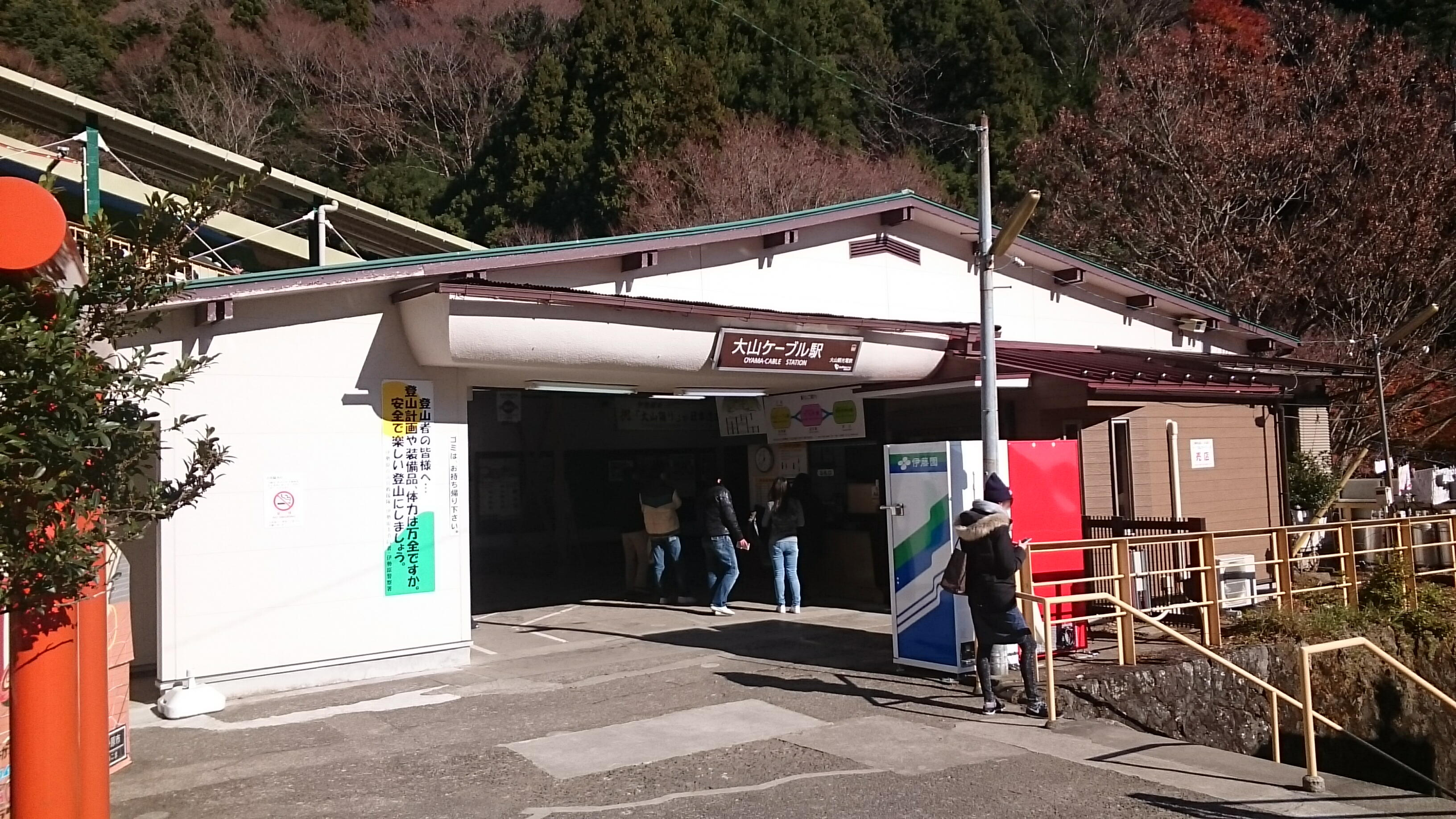
大山ケーブル駅（2017年12月）
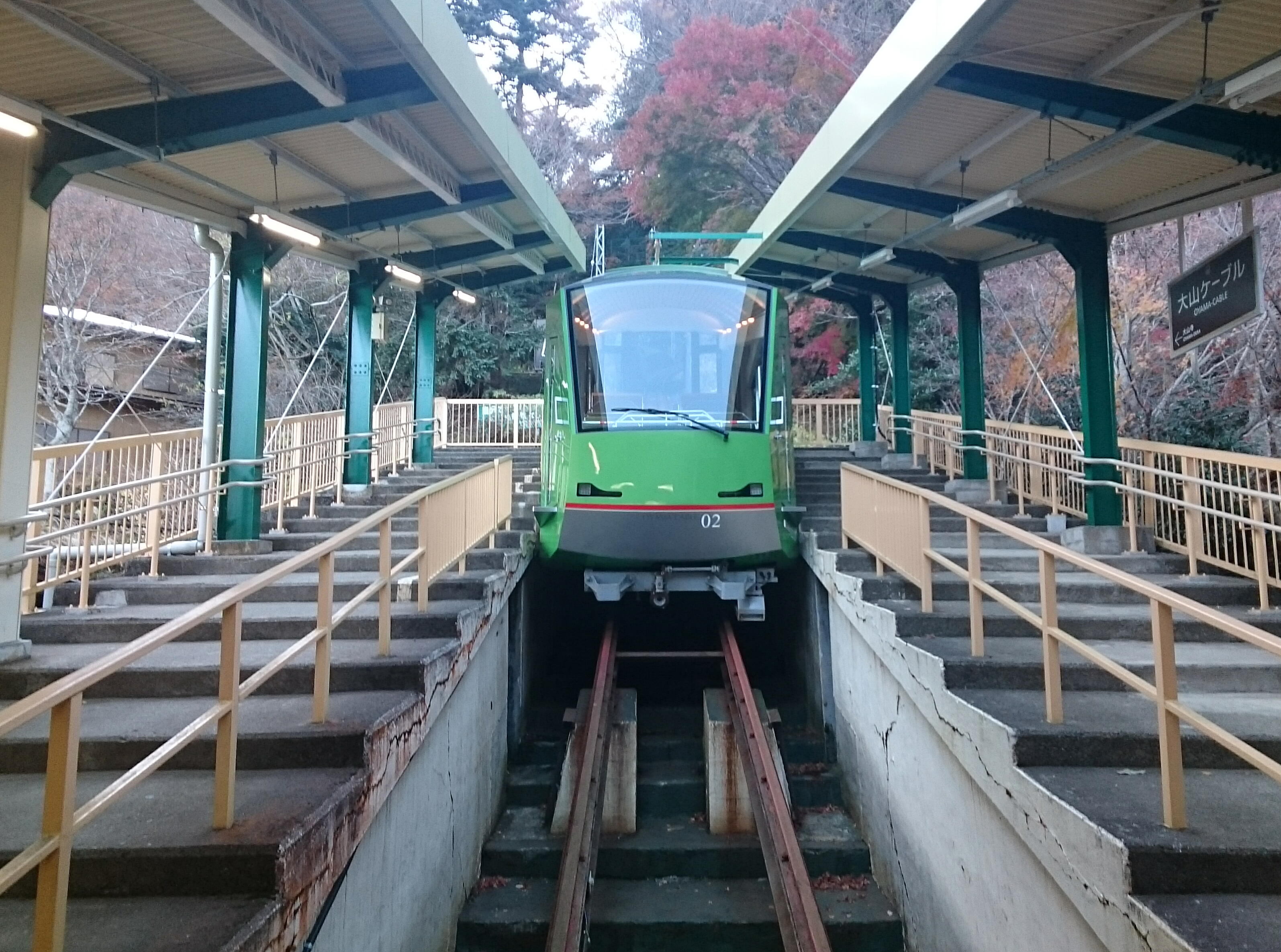
ホーム（2017年12月）
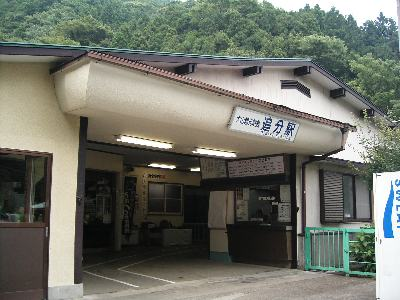
大山ケーブル駅（駅名改称前、2005年7月）

### 大山寺駅
大山寺の最寄り駅で、相対式ホーム2面2線の地上駅。標高512 m。1番ホームと2番ホームは跨線橋で連絡している。
ケーブルカーの行き違い箇所に駅が設けられており、日本に現存する鋼索線では唯一の例である。列車により発着番線が異なり、線路にケーブルがある方に阿夫利神社行が、ケーブルがない方に大山ケーブル行が発着する（1号車は大山寺側の1番ホーム、2号車は跨線橋を介する2番ホームに必ず発着する）。
2008年9月30日まで不動前駅（ふどうまええき）と称していた。

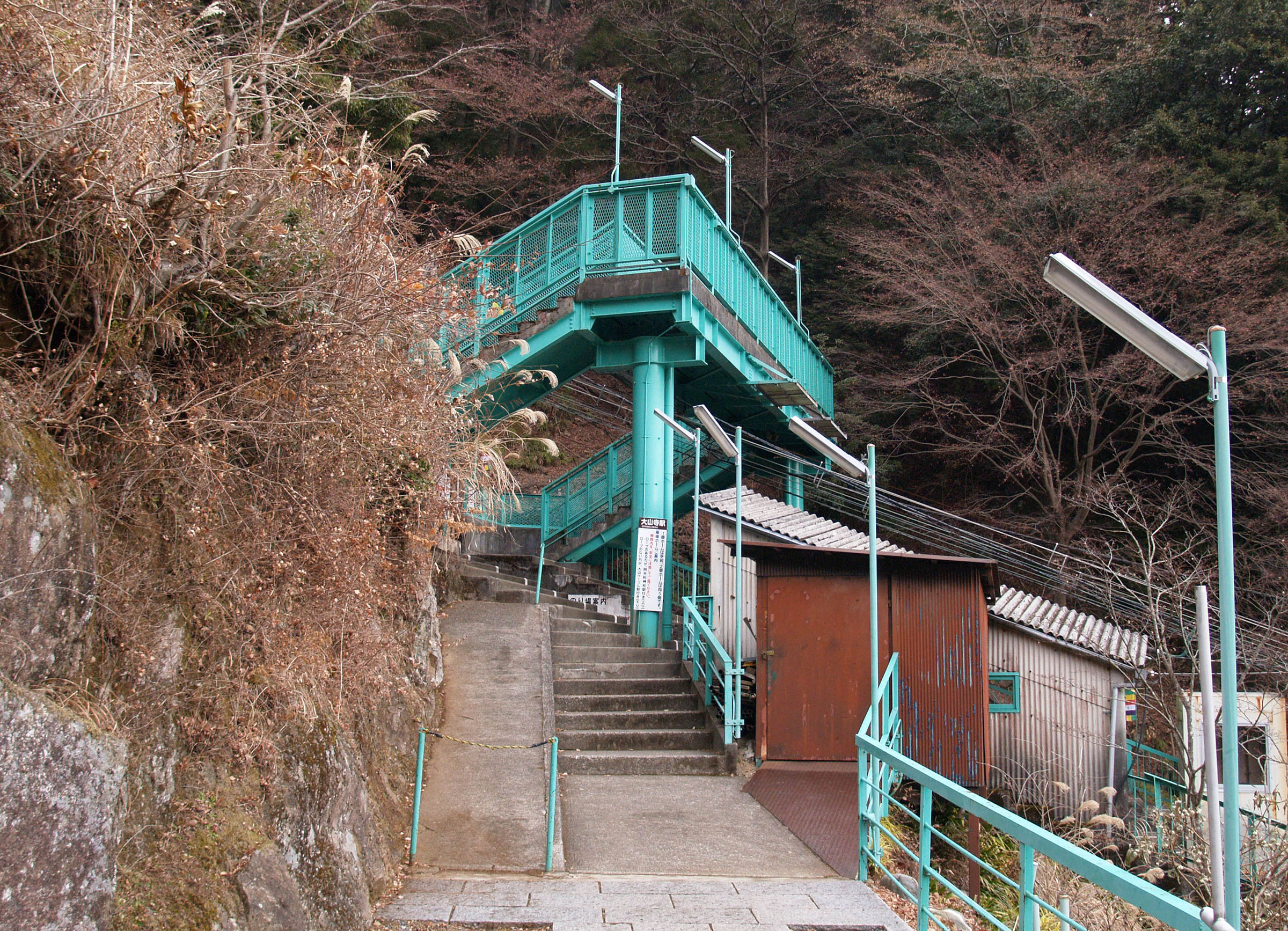
大山寺駅入口
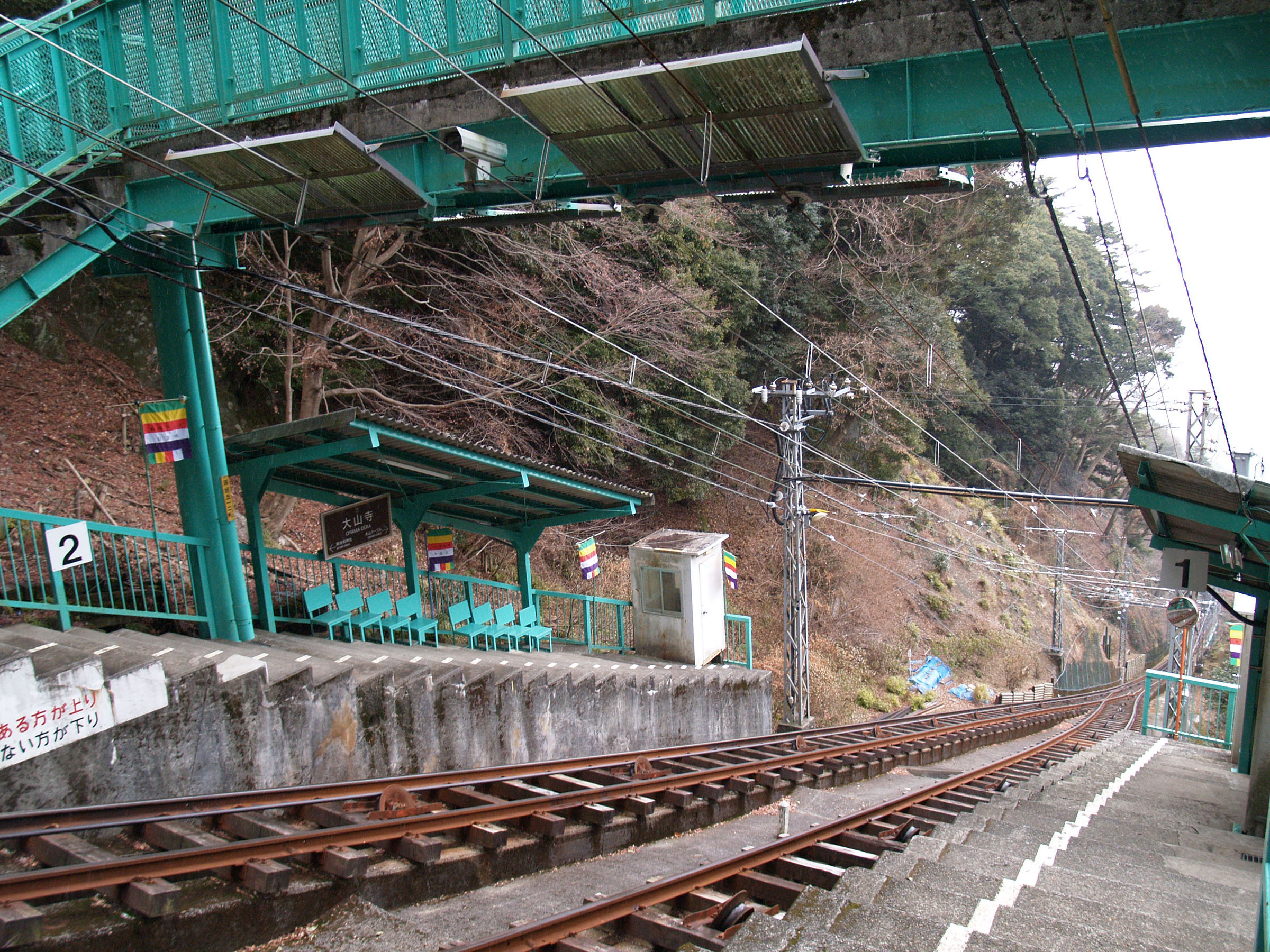
ホーム

### 阿夫利神社駅
大山阿夫利神社（下社）の最寄り駅で、単式ホーム1面1線の地上駅。標高678 m。2008年9月30日まで下社駅（しもしゃえき）と称していた。

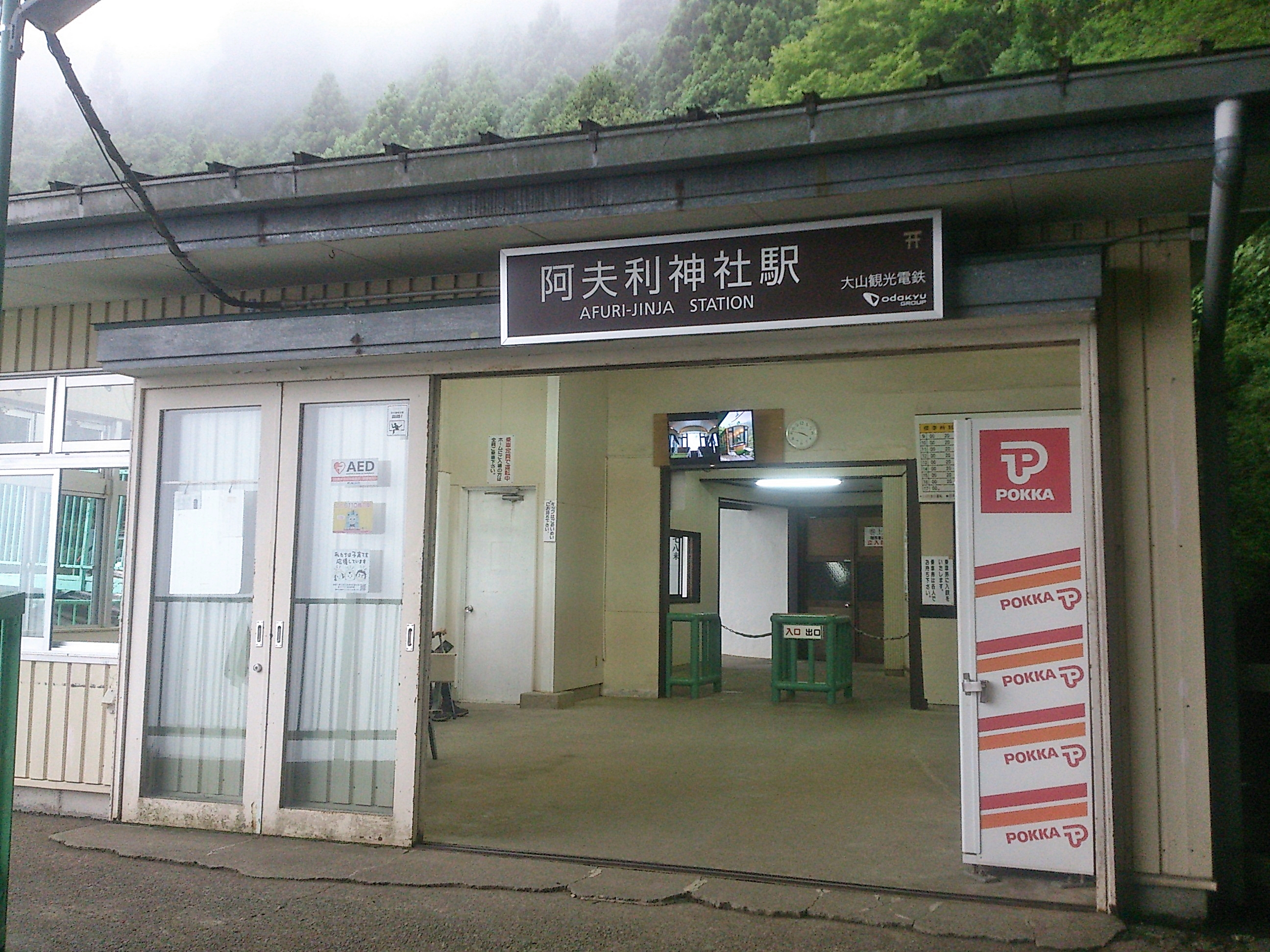
阿夫利神社駅（2016年）
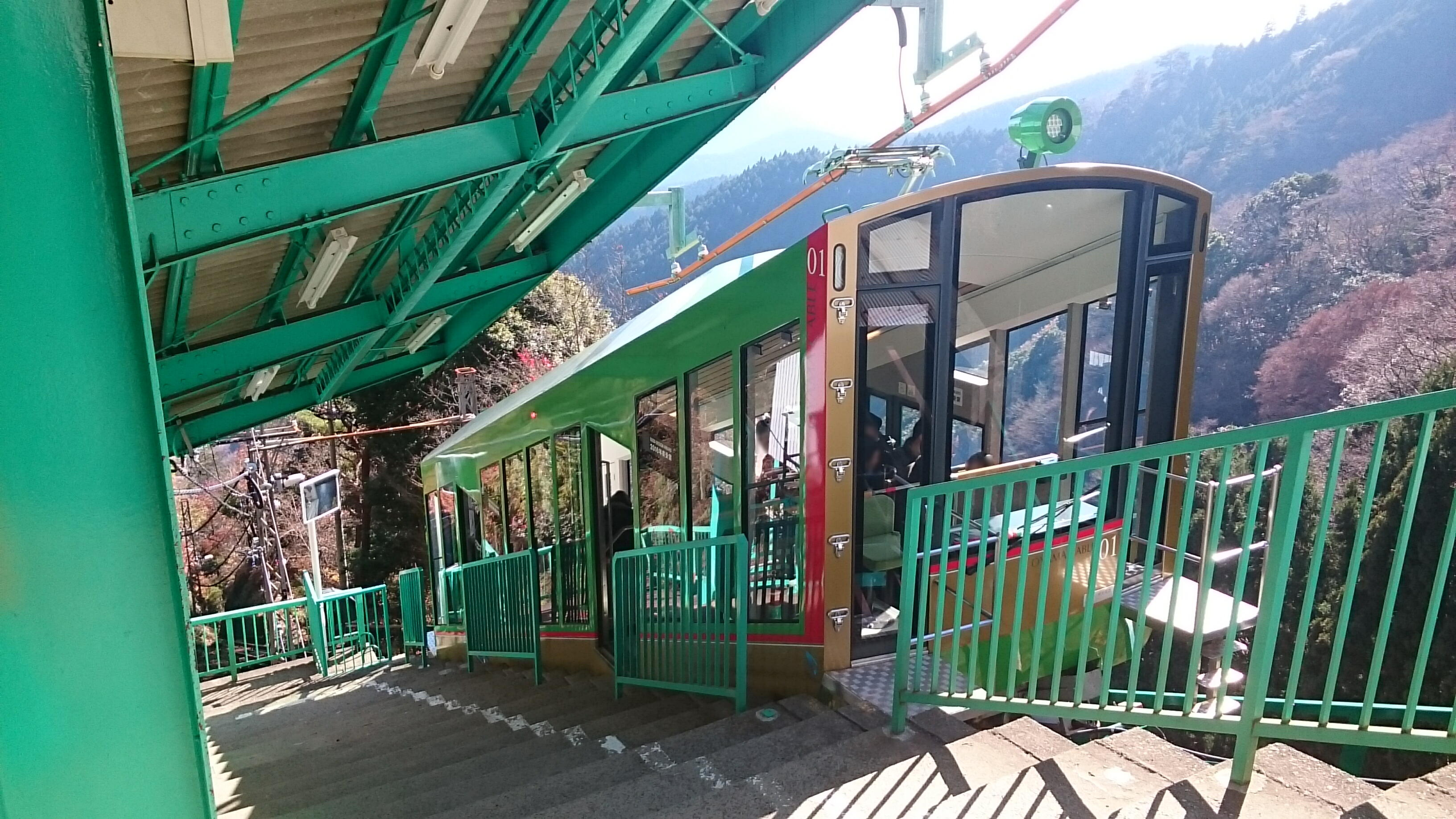
ホーム（2017年12月）
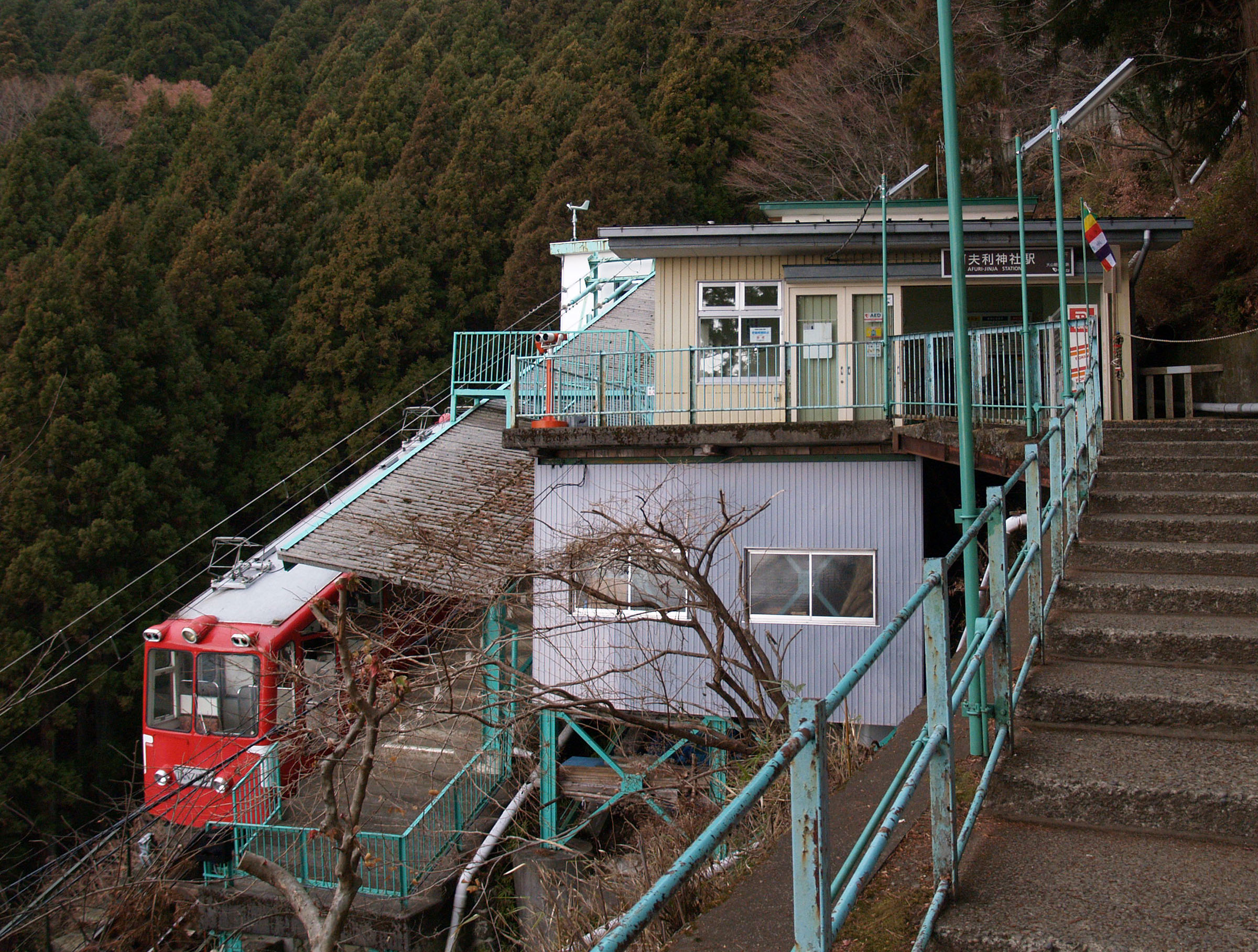
旧型車両と阿夫利神社駅（2012年1月）
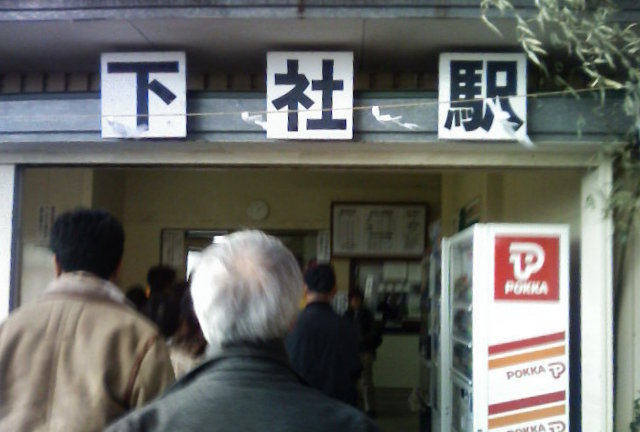
駅舎入口（駅名改称前、2008年1月）

## 接続路線
- 大山ケーブル駅：小田急小田原線の伊勢原駅から神奈川中央交通バス（伊10系統・伊11系統）「大山ケーブル」行で約25分、終点「大山ケーブル」バス停下車、徒歩15分（約600 m）。
バス停から大山観光電鉄大山ケーブル駅までの間は「こま参道」と呼ばれる上り階段が続き、その沿道には多数のお土産屋や茶店が並ぶ観光地となっている。